# 塹江誠夫
塹江 誠夫（ほりえ のぶお、1916年12月1日 - 2003年7月24日）は日本の数学者。京都大学名誉教授。 勲二等瑞宝章、正四位。高知市出身。土佐藩塹江氏7代目。高知県安芸城主五藤為重の子孫。

## 来歴
- 昭和10年（1935年） 国立嘉義高級中学卒
- 昭和14年（1939年） 京都帝国大学理学部数学科卒
- 昭和17年（1942年） 旅順工科大学助教授
- 昭和20年（1945年） 九州大学助教授
- 昭和24年（1949年） 京都大学助教授
- 昭和34年（1959年） 京都大学教授
- 昭和35年（1960年） 京都大学で理学博士号取得
- 京都大学学部長就任
- 昭和55年（1980年） 定年退官、京都大学名誉教授、甲南大学教授
- 平成2年（1990年）11月 勲二等瑞宝章受章
- 平成13年（2003年） 叙正四位

## 著書
- チャート式数学シリーズ（数研出版）の初版より長きにわたり執筆。

培風館 詳説演習微分積分学 
培風館 詳説演習線形代数学
- その他高校、大学の教科書、参考書など

## 関係項目
- 塹江氏
- 塹江敦哉
- 国立嘉義高級中学
- 京都大学